# سی-۳۶ ای‌کی‌دبلیو
سی-۳۶ ای‌کی‌دبلیو (به انگلیسی: EKW_C-36) یک هواگرد ملخ‌پیشین تک‌موتوره از نوع تهاجم زمینی ساخت شرکت EKW است. هواگرد سی-۳۶ ای‌کی‌دبلیو نخستین پروازش را در ۱۵ مه ۱۹۳۹ میلادی انجام داد. این هواگرد در سال ۱۹۴۲ میلادی رسماً معرفی گردید. در مجموع، تعداد ۱۷۵ فروند از این هواگرد ساخته شده‌است.